# Symphony of the Seas
El Symphony of the Seas es un crucero de clase Oasis operado por Royal Caribbean International. Fue construido en 2018 en el astillero Chantiers de l'Atlantique en Saint-Nazaire, Francia, siendo el cuarto en la clase de cruceros Oasis de Royal Caribbean.
Con 228,081 GT, cuando entró en servicio en el año 2018 fue el crucero más grande del mundo por tonelaje bruto.

## Descripción y diseño
Symphony of the Seas mide 361,011 metros (1184' 5") de eslora y tiene un tonelaje bruto de 228 081 en 18 cubiertas. Puede acomodar a 5.518 pasajeros en ocupación doble hasta una capacidad máxima de 6.680 pasajeros, así como una tripulación de 2.200 personas.  Hay 16 terrazas para uso de los huéspedes, 22 restaurantes, 4 piscinas y 2.759 camarotes. 
El Symphony of the Seas es unos 30 metros (98 pies) más largo que los barcos militares más grandes jamás construidos, los portaaviones de clase Nimitz de Estados Unidos.
Las instalaciones incluyen un parque infantil de agua, una cancha de baloncesto de tamaño completo, una pista de patinaje sobre hielo, una tirolina que es de 10 cubiertas de altura, un teatro de 1.400 asientos, un teatro acuático al aire libre con plataformas Olímpico de altura, y dos paredes de escalada en roca. También hay un parque que contiene más de 20.000 plantas tropicales.
Symphony of the Seas está propulsado a bordo por seis equipos diesel marinos, cada uno compuesto por tres motores common rail Wärtsilä 16V46D de 16 cilindros y tres motores Wärtsilä 12V46D de 12 cilindros.
El diseño de eficiencia energética de Symphony of the Seas le permite generar energía a bordo con 85 MW frente a los 100 MW que normalmente se encuentran en los barcos de la clase Oasis. Una de las características clave del diseño es el uso de luces LED o fluorescentes únicamente para evitar la generación de calor de las bombillas incandescentes, reduciendo así la carga en los sistemas de aire acondicionado. 
Para la propulsión, Symphony of the Seas utiliza tres motores principales azipod de 20.000 kilovatios, que son propulsores eléctricos. Estos motores están montados debajo de la popa del barco y cada uno impulsa hélices giratorias de 20 pies de ancho. Además de los tres motores principales, se utilizan cuatro propulsores de proa para el acoplamiento, cada uno con 5.500 kilovatios de potencia o 7.380 caballos de fuerza.
Entre los barcos de la clase Oasis, el Symphony of the Seas usa un 25% menos de combustible debido a la implementación de un nuevo sistema que libera pequeñas burbujas de aire debajo del casco para permitir que el barco se deslice más suavemente por el agua. La capa de aire también reduce la excitación de las hélices, lo que reduce los niveles de ruido y vibración en la parte de popa del barco.

## Construcción
El 29 de octubre de 2015, el astillero Chantiers de l'Atlantique en Saint-Nazaire, Francia, colocó la quilla del buque. Symphony of the Seas salió a flote el 9 de junio de 2017. Los actores Alexa Vega, Carlos Peña Jr. y su hijo Ocean, de 23 meses, fueron elegidos como la "familia divina" del barco, lo que marca la primera vez en la industria que una familia patrocina un barco. La ceremonia de bautizo tuvo lugar en Miami en noviembre de 2018.
Del 15 al 18 de febrero de 2018, el crucero se sometió a pruebas en el mar y fue entregado formalmente a Royal Caribbean International el 23 de marzo.  El 24 de marzo, el barco zarpó de Saint-Nazaire hacia Málaga, España, bajo el mando de Rob Hempstead, arribando el 27 de marzo, y llegando al primer puerto base del barco en Barcelona, el 29 de marzo. 

## Historial de servicio

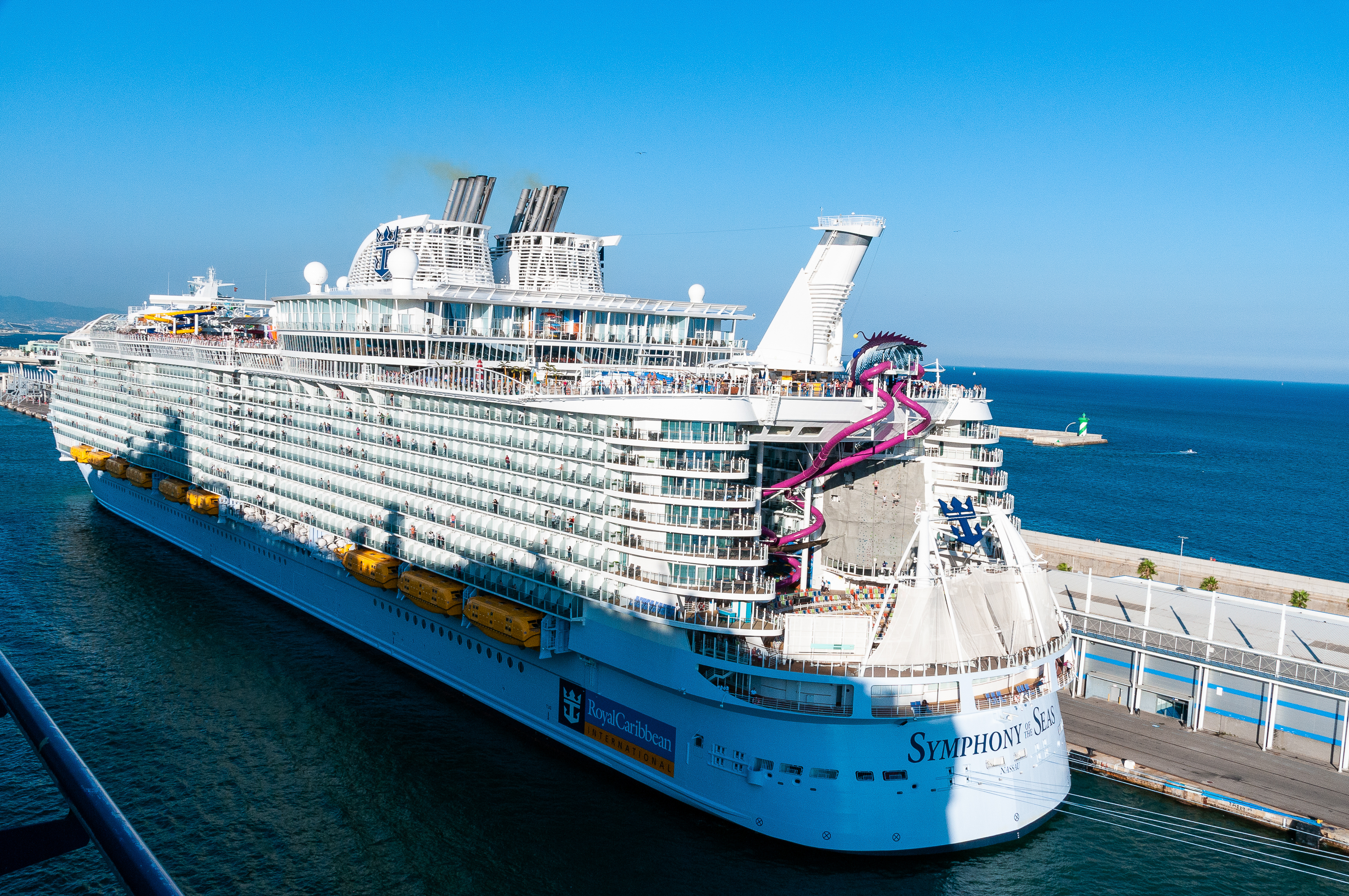
Simphony of the Seas en Barcelona en 2018.

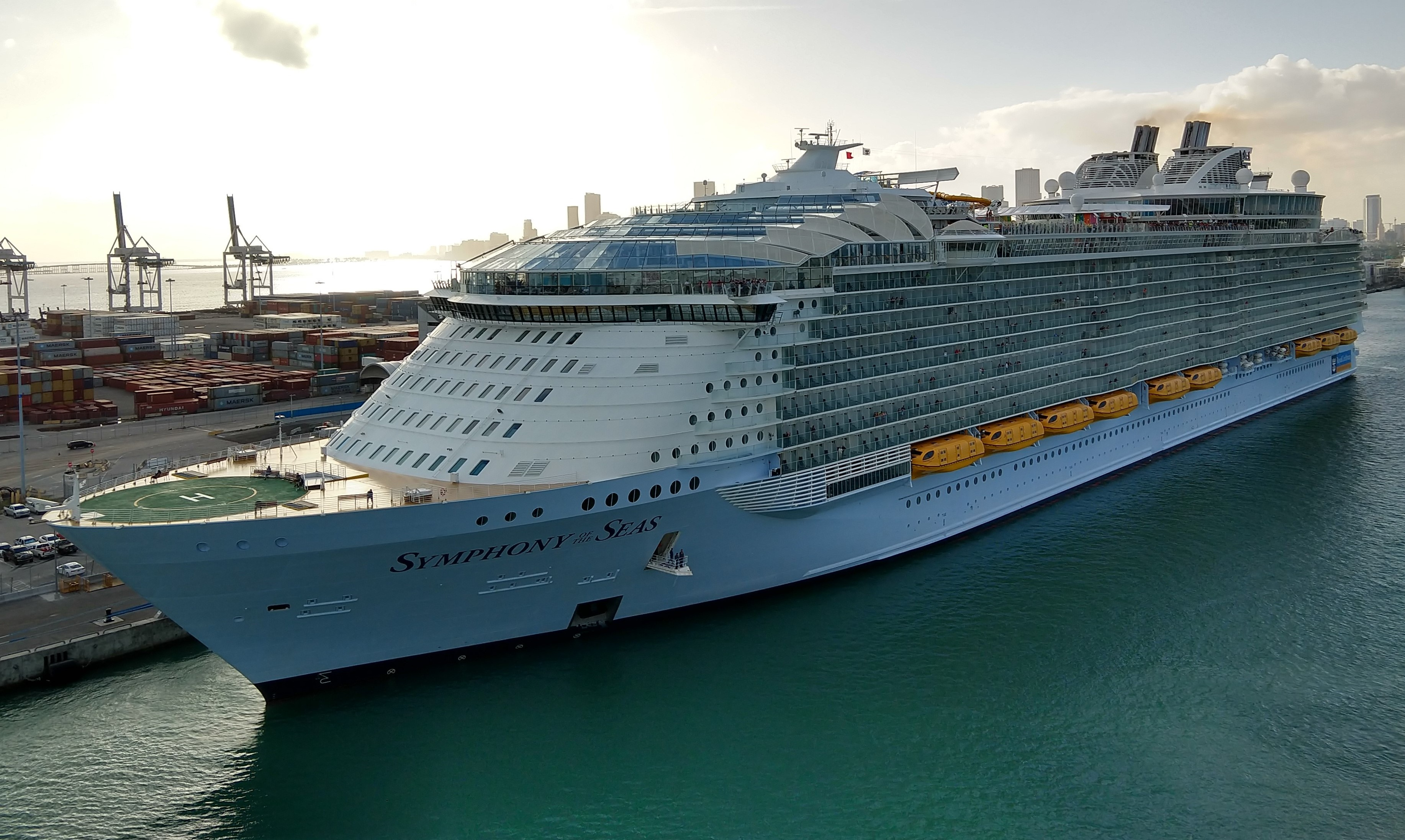
Simphony of the Seas en 2020.

El 31 de marzo de 2018, Symphony of the Seas ofreció su primer crucero de pasajeros  y comenzó su viaje inaugural el 7 de abril para un viaje de una semana por el Mediterráneo.
Durante su primera temporada, Symphony of the Seas continuó navegando en cruceros de siete noches por el Mediterráneo occidental desde Barcelona. Se reposicionó el 28 de octubre y llegó el 9 de noviembre a su nuevo puerto base en la terminal de Royal Caribbean en el Puerto de Miami, en, Estados Unidos, para ofrecer cruceros por el Caribe.
En enero de 2019, mientras estaba atracado en Nasáu, Bahamas, un pasajero saltó por la borda y sobrevivió. El pasajero y sus amigos fueron entregados a las fuerzas del orden, no se les cobró y se les pidió que regresaran a casa por su cuenta.
En agosto de 2019, un pasajero australiano murió después de caer por la borda durante un crucero de siete días por el Caribe. Su cuerpo fue recuperado poco después por los oficiales del barco.
Durante la pandemia de COVID-19, que también afectó a los cruceros, Royal Caribbean suspendió todos los servicios en la mayor parte de su flota, incluido Symphony of the Seas. Un miembro de la tripulación de 27 años del departamento de limpieza fue evacuado médicamente en marzo de 2020 y posteriormente murió de COVID-19 en abril. Posteriormente, la familia demandó a Royal Caribbean por homicidio culposo. 
En 2020, el canal de Reino Unido Channel 4 transmitió un programa detrás de escena con Symphony of the Seas llamado Billion Pound Cruise. La serie de tres partes se filmó a finales de 2019 y cubre las experiencias a bordo del crucero.